# 원일초등학교 (수원시)
원일초등학교는 대한민국 경기도 수원시에 있는 공립 초등학교이다.

## 학교 연혁
- 1999년 8월 30일 : 개교
- 교장 : 장승자

## 참고 자료
- 원일초등학교 - 한국교육학술정보원 학교알리미